# Mihail Kogălniceanu, Ialomița
Mihail Kogălniceanu là một xã thuộc hạt Ialomița, România. Dân số thời điểm năm 2002 là 6246 người.